# Pico Almanzor
Il Pico Almanzor, a volte citato come Plaza del Moro Almanzor, è una vetta della Penisola iberica, la cima più alta della sierra de Gredos e di tutto il Sistema Centrale, con 2591 metri s.l.m. e una prominenza di 1690 m. Si trova nella provincia castigliano/leonesa di Ávila, Spagna; la sua cima forma parte dello spartiacque tra i comuni di Zapardiel de la Ribera e Candeleda.

## Geografia
È considerato un picco ultraprominente, categoria che include le montagne con una prominenza superiore ai 1500 m. El Almanzor è una vetta molto poco erosa, di formazione granitica, sollevatosi durante l'orogenesi alpina. Appartiene al cosiddetto Circo de Gredos e intorno a lui vive una sottospecie della salamandra comune, Salamandra salamandra almanzoris, che prende il nome della vetta e che è endemica di alcune valli glaciali della catena montuosa.

## Etimologia
Il nome proviene da Almanzor, leader militare e religioso durante il Califfato di Cordova. La leggenda racconta che Almanzor fu il primo a salire su questa vetta, e secondo la tradizione lo avrebbe fatto a cavallo. Dopo aver combattuto i cristiani nella zona del Béjar, Almanzor veniva a riposare con le sue truppe sulla riva del Tormes.
Dopo aver sentito parlare dai locali di uno strano e recondito lago che si intendeva la Laguna Grande de Gredos, ma si sarebbe fatto guidare fino a questa e sarebbe salito sul più alto dei picchi circostanti.

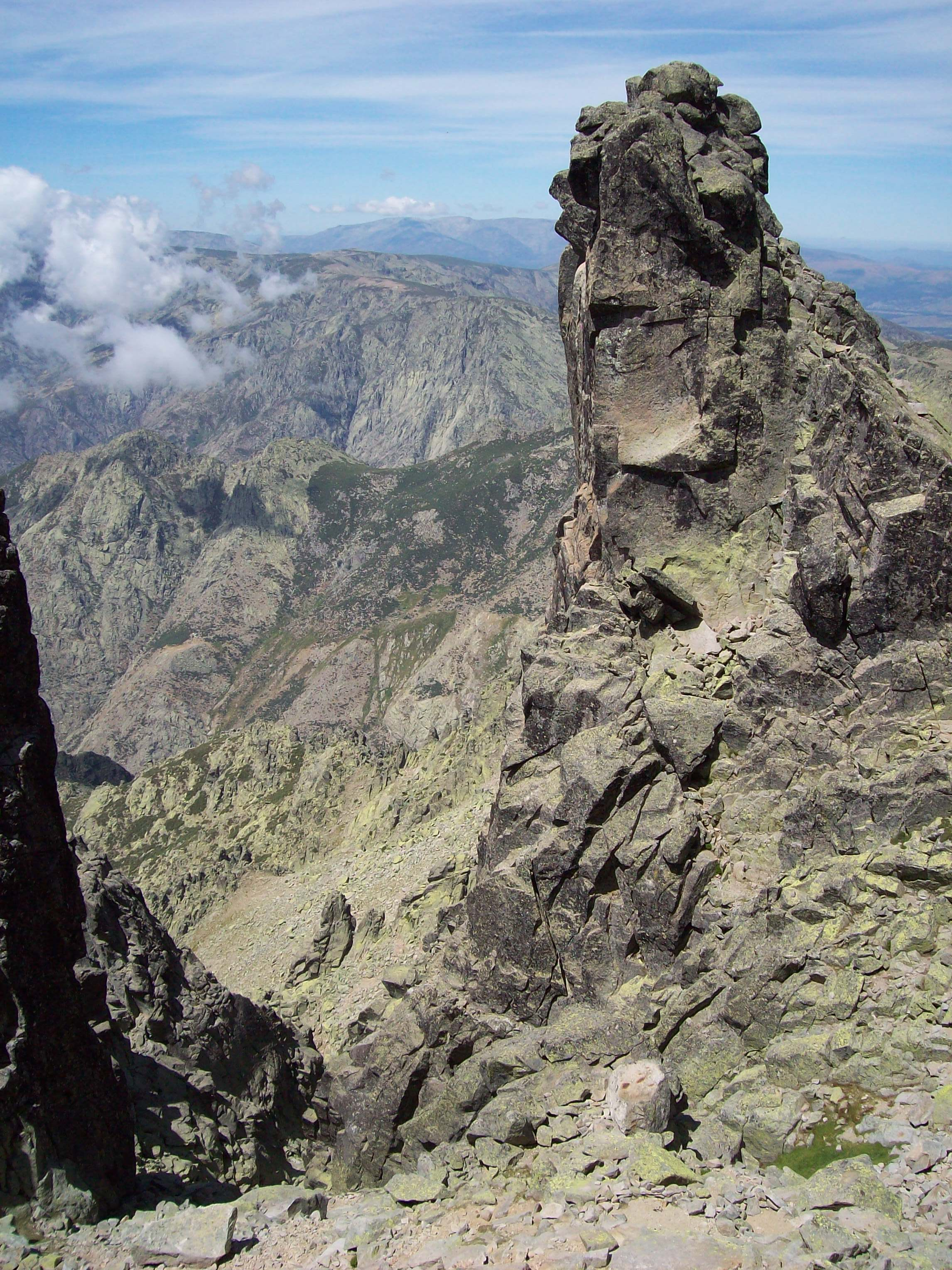
Corno dell'Almanzor, formazione rocciosa limitrofa al Pico Almanzor.

## Storia
El Almanzor fu scalato per la prima volta nel settembre 1899 da Manuel González de Amezúa y José Ibrián Espada, e la prima ascensione invernale fu realizzata nel 1903 nuovamente da Amezúa e Ibrián Espada, accompagnati questa volta da Ontañón e Abricarro. Nel 1960 fu collocata sulla cima una croce di ferro forgiato, per sostituire la sbarra che ocupava il luogo e che era sparita nel 1959, si suppone colpita da un fulmine.

## Ascensione
La sua ascensione è raccomandabile solo a montanari con un po' di esperienza. La via normale di accesso passa per la Laguna Grande de Gredos e l'omonimo rifugio (1945 m), la Valle Antón e i passaggi Bermeja (2416 m) e del Crampón. Dopo aver raggiunto quest'ultimo si vede il Corno dell'Almanzor, un appariscente pennacchio roccioso che si eleva sopra i Canales Oscuras. L'ultimo tratto rientra nel secondo grado di scalata UIAA. Vi è un'altra via di accesso meno utilizzata, partendo dal villaggio di El Raso, si sale per una oista nel bosco fino alla piattaforma del Jornillo, continuando a piedi per la Peña de Chilla fino a unirsi alla prima via sul passaggio Bermeja. Anche se in estate non è necessario alcun attrezzo per salire, nell'inverno e con gelo e neve è necessario l'uso di una corda, di picozza e ramponi.
L'Almanzor non è esente da pericoli, come testimoniano gli incidenti mortali di diversi alpinisti nell'ascensione alla sua cima.

## Galleria d'immagini

Circo de Gredos

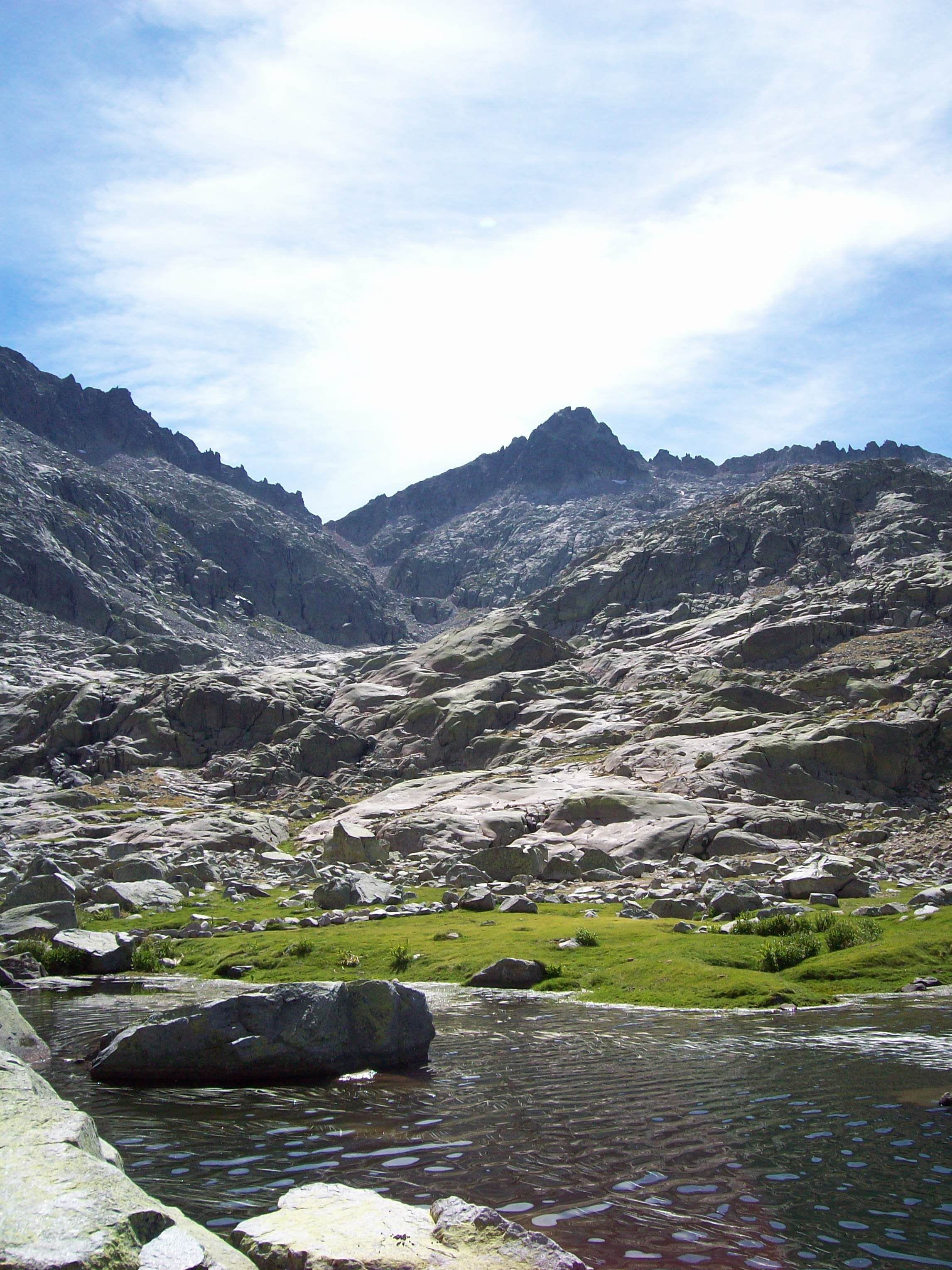
Laguna Grande de Gredos e l'Almanzor
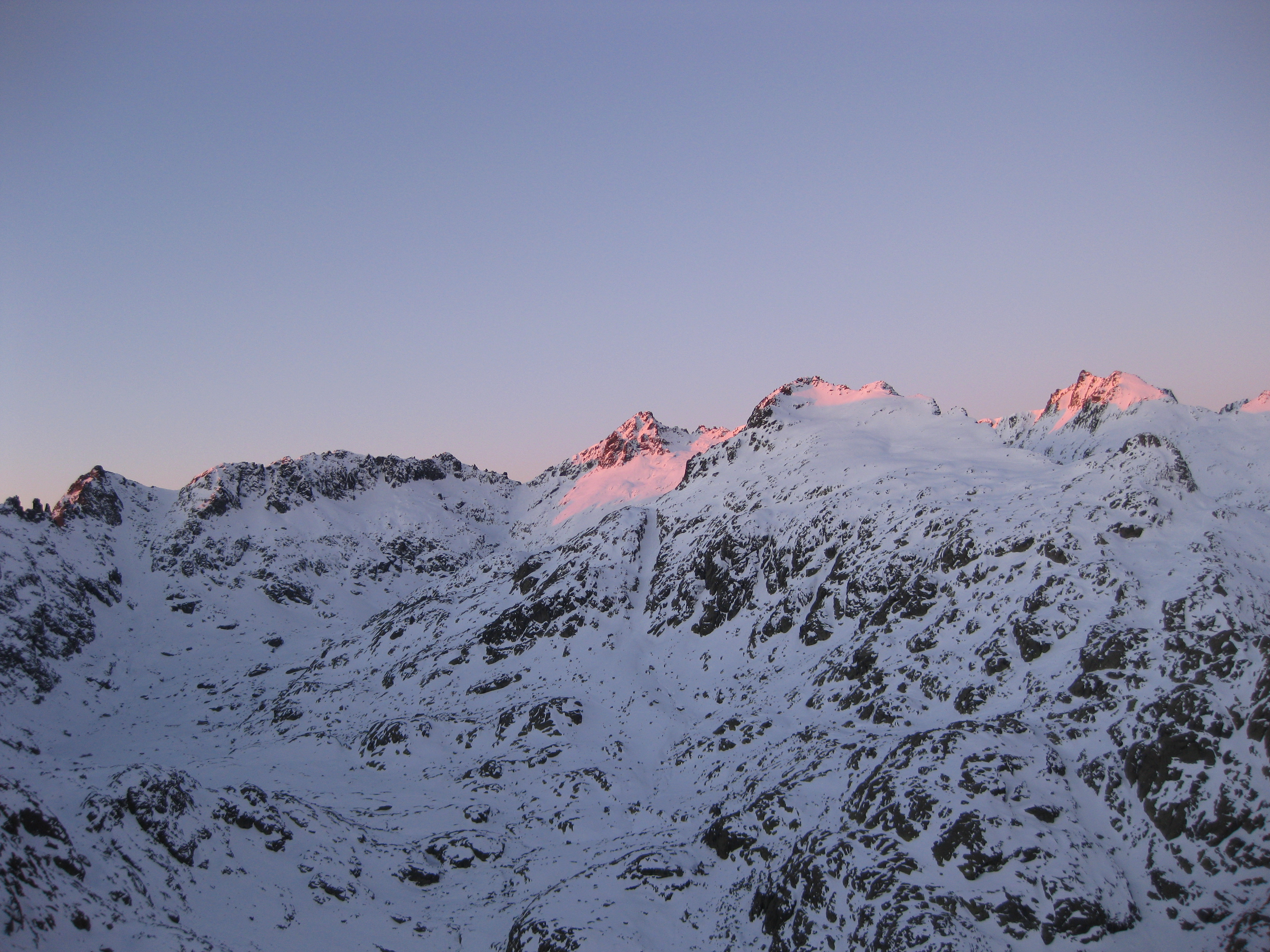
Sorgere del sole in inverno sul Pico Almanzor
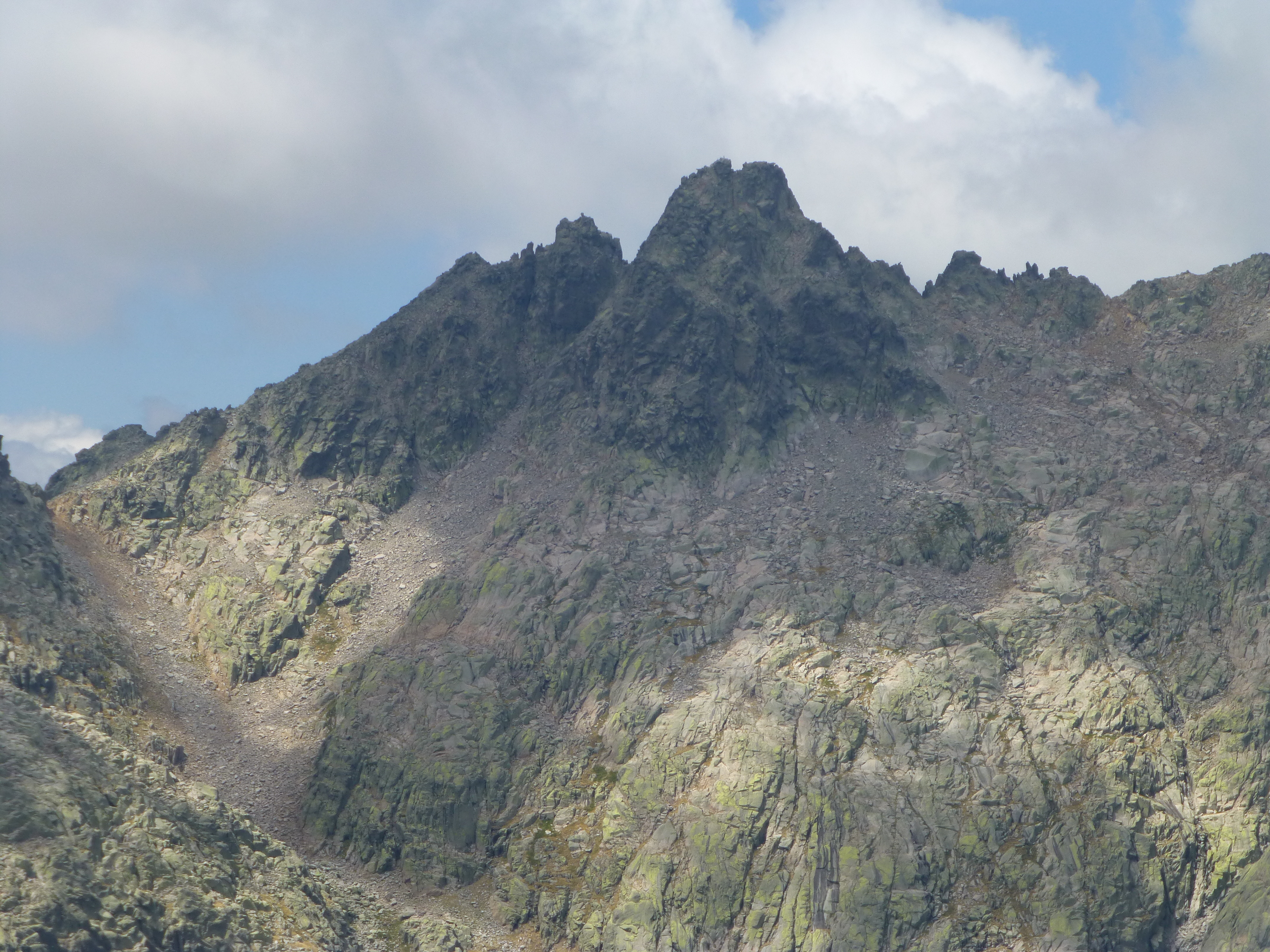
Morezón - Almanzor
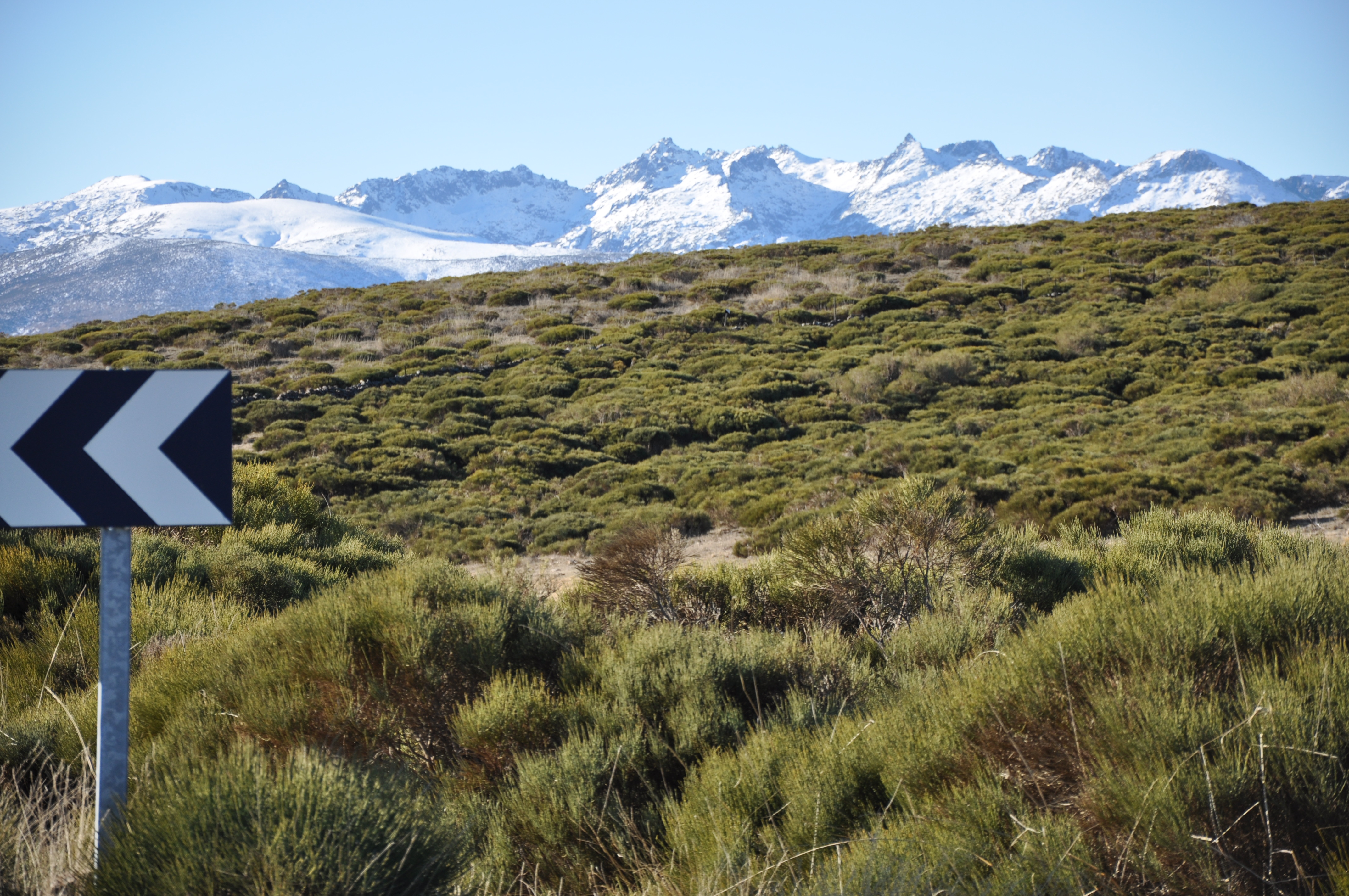
Massiccio centrale di Gredos